# Ambre Vallet
Ambre Vallet (* Januar 1998 in Montpellier) ist eine deutsch-französische Singer-Songwriterin.

## Leben und Karriere
Ambre Vallet wurde in Montpellier, Südfrankreich geboren und verbrachte dort ihre ersten Jahre. 2001 ist sie mit ihrer Familie nach Münster gezogen. Seit 2013 lebt sie in Berlin.
Seit November 2011 führt sie einen YouTube-Kanal mit bislang 250.000 Abonnenten (Stand: 10.04.2025) auf dem sie eigene Songs veröffentlicht, aber u. a. auch Titel auf Französisch covert. 2017 gelang ihr mit ihrer Coverversion zu Was Du Liebe nennst ihr Durchbruch bei YouTube. Das Video hat bislang 3,61 Mio. Aufrufe erreicht. (Stand: 10.04.2025) 2018 war sie als Gastsängerin in einem Deutschrap Mashup des YouTubers Behdad TV zu hören, das mittlerweile 7,9 Mio. Aufrufe bei YouTube erzielt hat (Stand: 13.03.2025).
2014 nahm sie als eine von zehn Finalisten am Hamburger Clubkonzert für den ESC-Vorentscheid Unser Song für Dänemark teil. Sie sang dort ihre Eigenkomposition Siehst Du mich?, schied dort aber aus.
2019 nahm sie das Album UNZENSIERT und 2021 ein weiteres Album unter dem Titel 7 auf.
2021 nahm sie zusammen mit Jimi Blue Ochsenknecht den Song Nicht Allein auf. Im August 2021 trat sie im ZDF-Fernsehgarten auf.
Am 13. März 2025 nahm sie an der ARD-Quizsendung Wer weiß denn sowas? teil.

## Diskografie

### Studioalben
- 2019: UNZENSIERT
- 2021: 7

### Singles (Auswahl)
- 2018: Dämmerung
- 2018: Wenn mein Herz wieder bricht
- 2019: Ohne Fallschirm
- 2019: Nach Hause
- 2021: Deine Mama
- 2022: Alles schon gesehen
- 2022: Ton Amour
- 2024: Femme Like You

### Als Gastmusikern (Auswahl)
- 2021: Nicht Allein (feat. Jimi Blue)
- 2024: Je Veux Danser (feat. SMACK & JKRS)
- 2025: Je Veux (feat. Chris El Greco & MEDUN)[9]
- 2025: Chez Toi / Bei dir (feat. Dag Alexis Kopplin)